# Fagerbacken
Fagerbacken is een plaats in de gemeente Borlänge in het landschap Dalarna en de provincie Dalarnas län in Zweden. De plaats heeft 68 inwoners (2005) en een oppervlakte van 13 hectare.